# Lecanora subtecta
Lecanora subtecta är en lavart som först beskrevs av Stirt., och fick sitt nu gällande namn av Kantvilas & La Greca. Lecanora subtecta ingår i släktet Lecanora och familjen Lecanoraceae.   Inga underarter finns listade i Catalogue of Life.